# An Byong-jun
An Byong-jun (kor. 안병준; * 22. Mai 1990 in Kokubunji, Präfektur Tokio) ist ein nordkoreanischer Fußballspieler.

## Karriere

### Verein
An Byong-jun erlernte das Fußballspielen in der Jugendmannschaft des Tōkyō Musashino United FC sowie in der Universitätsmannschaft der Chūō-Universität. Seinen ersten Vertrag unterschrieb er am 1. Februar 2013 bei Kawasaki Frontale. Der Verein aus Kawasaki spielte in der ersten japanischen Liga. Von Juli 2015 bis Dezember 2015 wurde er an den Zweitligisten JEF United Ichihara Chiba nach Ichihara ausgeliehen. Für JEF stand er zehnmal in der zweiten Liga auf dem Spielfeld. Die Saison 2016 spielte er ebenfalls auf Leihbasis beim Zweitligisten Zweigen Kanazawa. Für den Verein aus Kanazawa absolvierte er 15 Ligaspiele. 2017 unterschrieb er einen Vertrag beim Zweitligisten Roasso Kumamoto. Für den Verein, der in der Präfektur Kumamoto beheimatet ist, schoss er in 69 Ligaspielen 17 Tore. Im Januar 2019 zog es ihn nach Südkorea, wo er einen Vertrag beim Suwon FC unterschrieb. Das Fußballfranchise aus Suwon spielte in der zweiten südkoreanischen Liga. In seiner ersten Saison schoss er in 17 Ligaspielen acht Tore. 2021 schoss er in 26 Ligaspielen 21 Tore und wurde damit Torschützenkönig der zweiten Liga. 2021 verpflichtete ihn Ligakonkurrent Busan IPark. Für das Franchise aus Busan stand er 34-mal in der Liga auf dem Spielfeld. Hierbei erzielte er 23 Tore und wurde erneut Torschützenkönig der Liga.

### Nationalmannschaft
An Byong-jun spielt seit 2011 in der Nationalmannschaft von Nordkorea. Bisher kam er elfmal zum Einsatz.

## Auszeichnungen
K League 2
- Torschützenkönig: 2020, 2021
- Spieler der Saison: 2021